# Маяк Сквиррел-Пойнт
Маяк Сквиррел-Пойнт (англ. Squirrel Point Light) — маяк, расположенный на небольшом острове Эрроусик, который находится в дельте реки Кеннебек, округ Сагадахок, штат Мэн, США. Построен в 1898 году. Автоматизирован в 1982 году. Административно принадлежит городу Эрроусик.

## История
В 1884 году была основана верфь Bath Iron Works, и довольно скоро она стала одним из крупнейших предприятий отрасли, строящим много кораблей, которым она остается и по сей день. Потому возникла необходимость в улучшении навигации по реке Кеннебек, ведущей к верфи. Средства на строительство 5 маяков (среди которых также маяк Даблинг-Пойнт) вдоль реки Кеннебек в размере 17 000$ были выделены Конгрессом США 2 марта 1895 года. В 1898 году маяк был открыт. Комплекс зданий маяка включал в себя деревянную восьмиугольную башню высотой 5,2 метра с железной палубой и ограждением вокруг, оборудованную линзой Френеля, деревянный двухэтажный дом смотрителя, и деревянную хозяйственную постройку. В 1900 году дополнительно был построен эллинг. В 1906 году дополнительно была построена небольшая котельная. Маяк был автоматизирован Береговой охраной США в 1982 году.
В 1988 году он был включен в Национальный реестр исторических мест.

## Фотографии
- На фоне фрегата типа «Оливер Хазард Перри» USS Estocin[англ.]